# Manuel Schleis

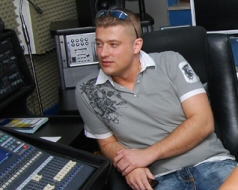
Manuel Schleis / Vengeance

Manuel Schleis (* 1979 in Wiesbaden) ist ein deutscher Musikproduzent.

## Leben
Schleis begann sich früh für elektronische Musik zu interessieren. Über die damals herrschende Computerspiel-Musikszene (wie C64, Amiga) kam er ab 2002 zur professionellen Musikproduktion. Seitdem ist er in den digital ausgestatteten Vengeance-Studios tätig.
Manuel Schleis arbeitet u. a. mit DJ Manuel Reuter (DJ Manian, Danceformation Cascada) zusammen und produzierte Clubhits und Remixe für Sugababes, Moby, Scooter, Axwell, Public Enemy oder Tiësto. Sein Tätigkeitsfeld umfasst zudem die Entwicklung von Audio-Software & Sound-Design (Hardware- und Software-Synthesizer).
Unter dem Firmennamen „Vengeance-Sound“ erscheinen Soundsets sowie Sample-CDs, darunter im Jahre 2005 "Vengeance Essential Clubsounds" – welche zu den meistgenutzten des Genres zählt. Schleis arbeitet überdies als Sound-Designer für die Synthesizerhersteller Access Music Electronics, Roland, Waldorf Synthesizer, Propellerheads, Tone2 oder reFX.
So entstand im Dezember 2006 der VST-Rompler Nexus in Zusammenarbeit mit reFX. Auch für die aktuelle Version (4.x) erscheinen nach wie vor regelmäßig neue, oft von Schleis designte, „Expansion“ genannte Erweiterungen.
2009 folgte die VST-Plug-in-Serie „Vengeance Producer Suite“ in Zusammenarbeit mit Keilwerth Audio.
Als Dozent im Bereich „Dance-Produktionen“ ist er u. a. für die „Synth2Sound Tour“, „SAE“ & „Musikmesse Frankfurt“ tätig.

## Sound Design / Sampling CDs

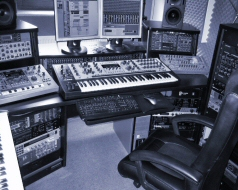
Vengeance-Studios

- Vengeance Clubsounds vol.1
- Vengeance Clubsounds vol.2
- Vengeance Clubsounds vol.3
- Vengeance Clubsounds vol.4
- Vengeance Clubsounds vol.5
- Vengeance Essential House vol.1
- Vengeance Essential House vol.2
- Vengeance Minimal House vol.1
- Vengeance Minimal House vol.2
- Vengeance Effects vol.1
- Vengeance Effects vol.2
- Vengeance Ultimate Bass
- Vengeance Electro Essentials
- Vengeance Vocal Essentials vol. 1
- Vengeance Vocal Essentials Vol. 2

## Sound Design / VST Programme
- Vengeance Producer Suite: Avenger
- Vengeance Producer Suite: Essential FX Bundle
- Vengeance Producer Suite: Multiband Sidechain
- Vengeance Producer Suite: Metrum (genannt: Metrum)
- Vengeance Producer Suite: Phalanx
- Vengeance Producer Suite: Philta XL
- Vengeance Mastering Suite: Multiband Compressor
- Vengeance Mastering Suite: Stereo Bundle

## Diskografie

### Singles (Auszug)
| - 2003 Icarus - All Systems Go! / Extension Records - 2003 Phalanx - Flaming Skies / Illuminate Records - 2003 Ampire - Singularity / Overdose Records - 2003 Marc Jerome - Shake it / Everlasting Records - 2004 Reuter & Schleis - Passion / Alphabet City - 2004 Floorburner - Get Ready / DJ INC Records - 2004 Spoot - Take Control 2004 / Media Records - 2004 Kareema - Cool your Engines / Kontor Records - 2005 Aramanja - Memories / Waterworld Rec. - 2005 Denga & Manus - Cenwen / Asgard Records - 2005 Floorburner - Everybody Dance-Heaven / Yawa Recording - 2005 Spencer & Hill - Spencer & Hill EP vol.2 / Star Rouge Records - 2005 Scarf! - Hithouse One / Andorfine Records - 2005 Party Pimpz - Holiday / Aqualoop Records - 2006 Slice and Case - Abgedreht / Submental-ZYX | - 2006 Phalanx - Symphony in Gminor / Illuminate Records - 2006 Ampire - Speedlimit / Traffic Tunes Records - 2007 Volition - Dimensions / Somatic Sense - 2007 Spencer & Hill - Get it On / Kontor - 2007 Em Slice vs Denga - So Sexy / Global Players Records - 2007 V-Headz - Paxi Fixi / Superstar-Chickenwings - 2007 Denga & Manus - E-Clipse / Red Silver Recordings - 2008 A-Lee feat. Amanda Wilson - Gotta Let Go / Oxyd Records - 2008 Culture Beat - Your Love / Superstar Records - 2008 Lowrider - Cool / Zooland Records - 2008 Vengeance - Temptation / Armada / ASOT - 2008 Spencer & Hill - Da Housebeat / Tiger Records - 2009 Vengeance - Dawn of the Uprising / Armada / ASOT - 2009 Spencer & Hill feat Dave Darell - Its a Smash / Zooland Records - 2009 Dabruck & Klein feat Michael Feines - The Feeling / WePlay |

### Remixe (Auszug)
| - 2004 Klubbingman - Magic Summernight (Cascada vs Plazmatek Remix) / Sony Music - 2004 4 Strings - Turn it Around (Manyou Remix) / Alphabet City - 2004 Alphazone - Revelation (Phalanx Remix) / Nukleuz UK - 2004 Groove Coverage - Runaway (DJ Manian Remix) / Zeitgeist-Polydor - 2004 Pulsedriver - Slamming (Tune Up! Remix) / Aqualoop Records - 2004 Blank & Jones - Flowtation (Phalanx Remix) / Kontor Records - 2005 DJ Dean - Kick Da Bass (Ampire Remix) / Tunnel Records - 2005 DJ Shog - Jealousy (Denga & Manus Remix) / Logport Recordings - 2005 Lazard - Little Star (Cascada Remix) / Pultrance Rec. - 2006 Dumonde - Tomorrow 2006 (Observer & DJ Spacecase Remix) / F8T Records - 2006 Michael Gray - Borderline (Spencer & Hill Remix) / Eye Industries - 2006 Armand van Helden - Funk Phenomena 2k6Rmx / Submental Rec. - 2006 Ian Carey - Say What You Want (Spencer & Hill Remix) / KickFresh - 2006 Above & Beyond - For All I Care (Spencer & Hill Remix) / Anjunabeats - 2007 Scooter - Behind the Cow (Spencer & Hill Remix) / Kontor - 2007 Yanou feat. Edwyn Collins - A Girl Like You (S&H Project Remix) / Zooland Records - 2007 Liz Kay - When Love Becomes a Lie (Kareema Remix) / Zooland Records - 2007 Tiesto - Carpe Noctum (Spencer & Hill Remix) / Ultra Records | - 2007 Yanou - King of My Castle (Spencer&Hill Remix) / Zooland Records - 2007 Hi Tack - Lets Dance (Dabruck & Klein Remix) / Superstar Rec. - 2007 Goodwill and Thommy Trah - Its a swede thing (Dabruck & Klein Remix) / Superstar Rec. - 2007 Noel Sinner - Pullover (Dabruck & Klein Remix) / Superstar Rec. - 2007 Eyerer & Chopstick - Make my Day (Dabruck & Klein Remix) / Superstar Rec. - 2007 Erick Morillo ft. P. Diddy - Dance I said (Spencer&Hil Remix) / OXYD Records - 2007 Axwell - Its true (Dabruck & Klein Remix) / Superstar Rec. - 2007 Yanou - Sun is Shining (Spencer & Hill Remix) / Zooland Records - 2008 Cascada - What Do You Want From Me (Spencer & Hill Remix) / Zooland Records - 2008 Moby - Disco Lies (Spencer & Hill Remix) - 2008 Public Enemy vs Benny Benassi - Bring the Noise (Dabruck & Klein Remix) / Superstar Rec. - 2008 Lorie - Play (Spencer & Hill Remix) / SonyBMG/Columbia - 2009 Paul van Dyk - For an Angel 2009 (Spencer & Hill Remix) / Vandit - 2009 Bob Sinclar feat. Sugarhill Gang - La La Song (Spencer & Hill Remix) / Vandetta - 2009 Dennis the Menace, Bigworld - The First Rebirth (Dabruck & Klein Remix) / Axtone Rec. - 2009 Royksopp - The Girl and the Robot (Spencer & Hill Remix) / EMI France |